# کوسه‌ماهیان درنده
درنده‌کوسه‌ماهیان (نام علمی: Carcharhinidae) نام یک تیره از راسته درنده‌کوسه‌سانان است. کوسه ببری، کوسه آب‌سنگ کارائیبی، کوسه آبی، کوسه باله سیاه بومی استرالیا و گاوکوسه گونه‌های نمونه از این تیره هستند.